# Lijst van Estische eilanden
Dit is een lijst van Estische eilanden. In totaal horen er 1521 eilanden bij Estland. Dit is geen complete lijst.

## Bewoonde eilanden
De drie grootste eilanden, Saaremaa, Hiiumaa en Muhu, zijn alle bewoond. Daarnaast heeft Estland een ‘Lijst van bewoonde kleine eilanden’ (Estisch: Väikesaarte nimistu). Het criterium voor opname op de lijst is dat het eiland minstens vijf permanente bewoners heeft. Op 1 januari 2019 bestond de lijst uit Abruka, Aegna, Heinlaid (Väinameri), Kihnu, Kesselaid, Kõinastu laid, Kräsuli, Manilaid, Naissaar, Osmussaar, Piirissaar, Prangli, Ruhnu, Vilsandi, Väike-Pakri en Vormsi.

## A
Abruka - Adralaid - Aegna - Ahelaid - Aherahu - Ahessäär - Ahtra - Aksi - Allirahu - Allu - Alumine Vaika - Anekäbrud - Ankrurahu - Annilaid (Anõlaid) - Antsulaiud - Anulaid

## E
Eerikukivi - Eerikulaid - Elmrahu - Esirahu

## G
Gretagrund

## H
Hanemaa - Hanerahu - Hanikatsi laid - Hara - Harilaid - Härjakare - Härjamaa - Heinlaid (Kõiguste laht) - Heinlaid (Väinameri) - Hellamaa rahu - Hiiumaa - Hobulaid - Hõralaid - Hülgelaid - Hülgerahu

## I
Imutilaid - Innarahu

## J
Juksirahu

## K
Kadakalaid - Kaevatsi laid - Kahtla laid - Kajakarahu - Käkimaa - Käkirahu - Kakralaid - Kakrarahu - Karirahu - Kassari - Kasselaid - Keri - Keskmine Vaika - Kesselaid - Kihnu - Kitselaid - Koerakuiv - Kõinastu laid - Koipsi - Kõrgelaid - Kõrksaar - Kõverlaid - Kräsuli - Kreenholm - Kriimi laid - Kuivarahu - Külalaid - Kullilaid - Kullipank - Kumari - Kungli - Kunnati laid - Kuradisäär - Kurgurahu

## L
Laasirahu - Laidu - Langekare - Leemetikare - Liia - Liisi (island) - Liivakari - Linnusitamaa - Loonalaid - Luigerahu - Läkumätas

## M
Maakrirahu - Manilaid - Mardirahu - Maturahu - Mihklirahu - Mohni - Mondelaid - Muhu - Munaderahu - Munasaar - Mustarahu - Mustpank - Mustpank (Vaika)

## N
Nabralaid - Naissaar - Naistekivi maa - Ninalaid - Noogimaa - Nootamaa - Nosurahu

## O
Öakse - Oitma - Ojurahu - Orikalaid - Osmussaar

## P
Paelaid - Pakri saared - Pakulaid - Papilaid - Papirahu - Pasilaid - Pedassaar - Pihanasu - Pihlakare - Pihlalaid - Piirissaar - Pikknasv - Piskumadal - Prangli - Puhtulaid - Puningalaid - Põdvalaid - Põiksäär - Pühadekare - Puhtulaid

## R
Rammu - Rannasitik - Riinurahu - Ristlaid - Rohurahu - Rohusi - Rooglaid - Ruhnu - Rukkirahu - Rusulaid

## S
Saare ots - Saaremaa - Saarnaki laid - Salava - Sangelaid - Seasaar - Selglaid - Sepasitik - Sillalaid - Sipelgarahu - Sitakare - Sokulaid - Sorgu - Suuregi laid - Suurepoldi - Suurlaid - Suur-Pakri - Suurrahu - Sõmeri

## T
Taguküla laid - Tarjamaa - Tauksi - Telve - Tiirloo - Tondirahu - Tondisaar - Täkulaid – Täkunasv

## U
Udriku laid - Uhtju saar - Uhtju saared - Ülemine Vaika eiland - Umalakotid - Umblu - Urverahu - Uus-Nootamaa

## V
Vahase - Vahelmisrahu - Vaika saared - Vaindloo - Valgerahu - Vareslaid (Käina laht) - Vareslaid (Väinameri) - Varesrahu - Vasikalaid - Vesiloo - Vesitükimaa - Viirelaid - Vilsandi - Vissulaid - Vohilaid - Vormsi - Võilaid - Võrgukare - Väike-Pakri - Väike-Tulpe